# (65803) Dídimo
(65803) Dídimo (designación provisional 1996 GT) es un asteroide de menos de un kilómetro y sistema binario sincrónico clasificado como asteroide potencialmente peligroso y objeto cercano a la Tierra del grupo Apolo.  El asteroide fue descubierto en 1996 por el estudio Spacewatch en el Observatorio Nacional de Kitt Peak, y su pequeña luna satelital de 160 metros de diámetro, llamada Dimorphos, fue descubierta en 2003.  Debido a su naturaleza binaria, al asteroide se le nombró Didymos, la palabra griega para 'gemelo'.
La luna de Dídimo, Dimorphos, es el objetivo de la misión DART para probar la viabilidad de evitar el impacto de un asteroide mediante la colisión con una nave espacial; LICIACube, un nanosatélite de observación, visitará el sistema para presenciar el impacto.
La sonda Hera de la ESA fue aprobada en noviembre de 2019, con lanzamiento en 2024, para llegar a Dídimo en enero de 2027. Examinará los efectos dinámicos del impacto de DART y evaluará el cráter creado por DART.

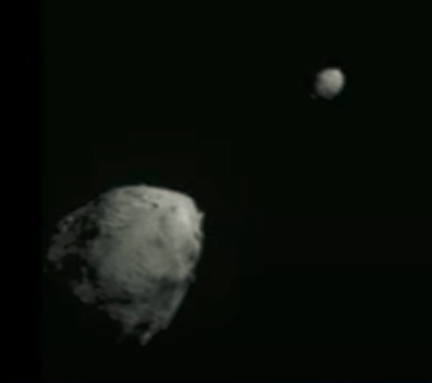
Didymos (Izquierda) y Dimorphos (Derecha) capturados por Double Asteroid Redirection Test (DART)

## Descubrimiento
Dídimo fue descubierto el 11 de abril de 1996 por el estudio Spacewatch del Observatorio Steward de la Universidad de Arizona y del Laboratorio Lunar y Planetario utilizando su telescopio de 90 centímetros en el Observatorio Nacional Kitt Peak en Arizona, Estados Unidos.  La naturaleza binaria del asteroide fue descubierta por otros; se sospechó de la misma analizando los ecos Doppler de Goldstone, y se confirmó con un análisis de curva de luz óptica, junto con imágenes de radar de Arecibo, el 23 de noviembre de 2003.

## Denominación
Este planeta menor fue llamado "Didymos", que en griego significa "gemelo", debido a su naturaleza binaria.  El nombre fue sugerido por el descubridor, el astrónomo del Laboratorio Lunar y Planetario de la Universidad de Arizona, Joseph L. "Joe" Montani, quien hizo la propuesta de nombre a la Unión Astronómica Internacional después de que se detectara la naturaleza binaria del objeto. La cita de denominación aprobada se publicó el 13 de julio de 2004 ( M.P.C. 52326). 
El nombre propio del satélite Dídimo B proviene de la palabra "Dimorphos", que en griego significa "que tiene dos formas".  El significado del nombre representa cómo cambiará la forma de la órbita de Dimorphos después de que la nave espacial DART impacte la luna y modifique su órbita a una "morfología" diferente.  No accidentalmente, Dimorphos cumple funciones duales ya que es objetivo de prueba y además parte de un plan para la futura protección planetaria.  El nombre de la luna fue sugerido por el científico planetario Kleomenis Tsiganis de la Universidad Aristóteles de Salónica (Grecia).

## Dimensiones
Se estima el diámetro en 780 m, con un error estimado de ± 8 m, y una masa, junto a su satélite, de alrededor de 600 millones de toneladas.